# Zagrody (powiat sandomierski)
Zagrody – wieś w Polsce położona w województwie świętokrzyskim, w powiecie sandomierskim, w gminie Wilczyce.
W latach 1975–1998 miejscowość należała administracyjnie do województwa tarnobrzeskiego.
Przez wieś przechodzi  żółty szlak rowerowy z Sandomierza do Opatowa.